# Kyle Beckerman
Pour les articles homonymes, voir Beckerman.
Kyle Beckerman est un joueur international américain de soccer né le 23 avril 1982 à Crofton dans le Maryland. Il joue au poste de milieu récupérateur.

## Biographie
Né à Crofton, dans le Maryland, il est le fils de Margaret "Meg" (née Lamade) et Paul Beckerman, d'origine juive.

## Palmarès
- Coupe MLS : 2009
- Gold Cup : 2013